# Ficinia spiralis
Ficinia spiralis là loài thực vật có hoa trong họ Cói. Loài này được (A.Rich.) Hook.f. mô tả khoa học đầu tiên năm 1853.

## Hình ảnh

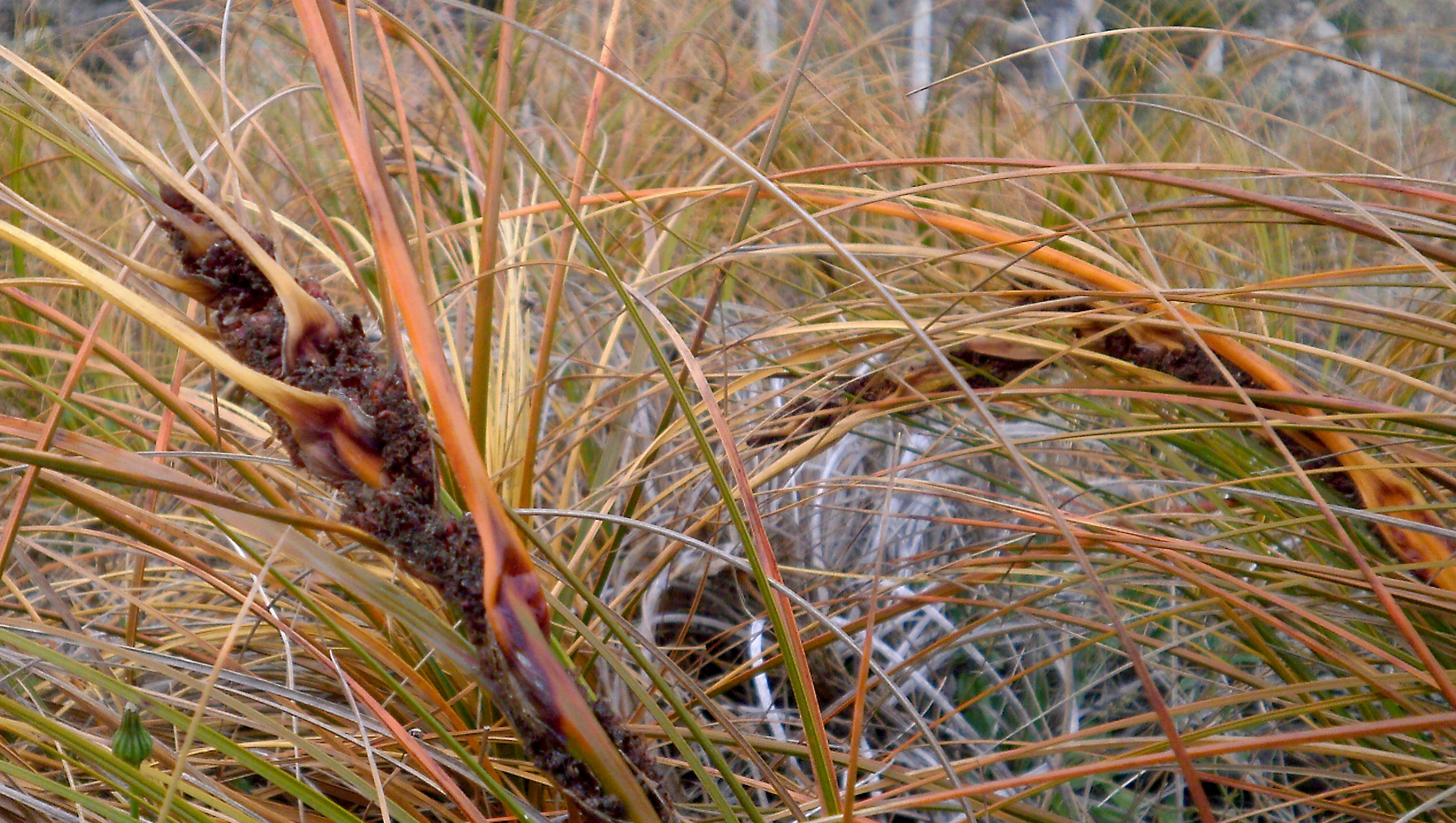